# Gewane (woreda)
Gewane je jedna od 31 woreda u regiji Afar u Etiopiji. Predstavlja dio Upravne zone 3. Gewane graniči na jugu s Amibarom, na zapadu s Bure Mudaytuom, na sjeverozapadu s Upravnom zonom 5, na sjeveru s Upravnom zonom 1, a na istoku s regijom Oromia; rijeka Avaš tvori dijelove granice s Upravnim zonama 3 i 5. Gradovi u Gewaneu su Meteka i Gewane.
Prema podacima Središnje statističke agencije iz 2005. godine, ova woreda je imala procijenjeno stanovništvo od 36.813, od čega 15.959 muškaraca i 20.854 žena ; 12.611 ili 34,26% stanovništva živi u gradovima, što je više od prosjeka Zone koji iznosi 27,8%. Površina Gewanea nije poznata, pa se ne može izračunati gustoća stanovništva.